# Illa del Català
L'Illa del Català (Scoglio del Catalano en italià, Su Cadelanu en llengua sarda) és un illot que fa part de l'àrea marina protegida de la península del Sinis – Illa Mal de Ventre, a cinc milles marines de la costa centre occidental de l'illa de Sardenya i a 6,1 milles nàutiques al sud-oest de l'illa de Mal de Ventre. Té un diàmetre de 200 metres escassos i és una de les dues zones “A” de reserva total del parc marítim.
La seva constitució és essencialment de roca basàltica negra, fet que li dona un color característic que la fa visible a moltes milles de distància i amb condicions de visibilitat no necessàriament òptimes, de lluny pot ésser confosa amb una embarcació mercant.
Administrativament fa part del municipi de Cabras a la província d'Oristany. No hi ha construccions tret d'un far automàtic de suport a la navegació nocturna, que de fa uns anys està fora de servei. El seu nom procedeix de la presència dels pescadors algueresos, catalanoparlants, que arribaven a aquesta zona per pescar llagosta i corall, i restaven durant llargs períodes a la zona, tant a l'illa del Català com a l'illa més gran de Mal de Ventre.